# 奧克格羅夫 (亞利桑那州)
奧克格羅夫（英語：Oak Grove）是位於美國亞利桑那州莫哈維縣的一個非建制地區。該地的面積和人口皆未知。

## 地理
奧克格羅夫的座標為36°09′10″N 113°35′02″W / 36.15278°N 113.58389°W，而該地的平均海拔高度為1812米（即5945英尺）。